# Coetzala
Coetzala es una localidad del estado mexicano de Veracruz. Es cabecera del municipio de Coetzala.

## Demografía
| Censo | Población |
| ----- | --------- |
| 1900  | 516       |
| 1910  | 499       |
| 1921  | 501       |
| 1930  | 490       |
| 1940  | 638       |
| 1950  | 660       |
| 1960  | 710       |
| 1970  | 678       |
| 1980  | 813       |
| 1990  | 835       |
| 1995  | 931       |
| 2000  | 1103      |
| 2005  | 1141      |
| 2010  | 1250      |
| 2020  | 1353      |